# Жоана Кортез
Жоана Кортез (порт. Joana Cortez; нар. 11 січня 1979) — колишня бразильська тенісистка.
Найвищу одиночну позицію світового рейтингу — 204 місце досягла 17 вересня 2001, парну — 115 місце — 5 листопада 2001 року.
Здобула 7 одиночних та 26 парних титулів.
Завершила кар'єру 2008 року.

## Фінали ITF
| турніри $100,000 |
| турніри $75,000  |
| турніри $50,000  |
| турніри $25,000  |
| турніри $10,000  |

### Одиночний розряд: 15 (7–8)
| Результат | Ранг | Дата              | Турнір                       | Покриття | Суперниця            | Рахунок          |
| --------- | ---- | ----------------- | ---------------------------- | -------- | -------------------- | ---------------- |
| Поразка   | 1.   | 29 листопада 1998 | ITF Ріо-де-Жанейро, Бразилія | Тверде   | Валентіна Сассі      | 6–7, 6–3, 3–6    |
| Перемога  | 2.   | 9 травня 1999     | ITF Поса-Ріка, Мексика       | Тверде   | Надя Джонстон        | 6–3, 3–6, 6–2    |
| Перемога  | 3.   | 16 травня 1999    | ITF Тампіко, Мексика         | Тверде   | Кайлі Гант           | 6–3, 6–3         |
| Перемога  | 4.   | 30 серпня 1999    | ITF Керетаро, Мексика        | Ґрунт    | Катарина Мишич       | 4–6, 7–6(5), 6–2 |
| Перемога  | 5.   | 16 квітня 2000    | ITF Белу-Оризонті, Бразилія  | Тверде   | Бетсі Мірінґофф      | 6–3, 6–7(5), 6–3 |
| Поразка   | 6.   | 1 травня 2000     | ITF Коацакоалькос, Мексика   | Тверде   | Міріам Д'Агостіні    | 4–6, 6–2, 1–6    |
| Перемога  | 7.   | 1 квітня 2001     | ITF Сантьяго, Чилі           | Ґрунт    | Ваніна Гарсія Сокол  | 6–3, 6–3         |
| Поразка   | 8.   | 28 травня 2001    | ITF Б'єлла, Італія           | Ґрунт    | Даллі Рандріантефі   | 1–6, 1–6         |
| Поразка   | 9.   | 10 березня 2003   | ITF Матаморос, Мексика       | Тверде   | Марія Фернанда Алвеш | 6–3, 4–6, 2–6    |
| Поразка   | 10.  | 24 березня 2003   | ITF Монтеррей, Мексика       | Тверде   | Марія Фернанда Алвеш | 6–4, 6–7(3), 4–6 |
| Перемога  | 11.  | 11 жовтня 2004    | ITF Кампу-Гранді, Бразилія   | Ґрунт    | Естафанія Грасіун    | 6–1, 6–1         |
| Поразка   | 12.  | 28 листопада 2004 | ITF Флоріанополіс, Бразилія  | Ґрунт    | Мікаела Моран        | 6–2, 2–6, 2–6    |
| Поразка   | 13.  | 12 червня 2005    | ITF Назаре, Португалія       | Тверде   | Флоренсія Молінеро   | 5–7, 6–3, 0–6    |
| Поразка   | 14.  | 7 листопада 2005  | ITF Сан-Паулу, Бразилія      | Тверде   | Флоренсія Молінеро   | 5–7, 6–7(3)      |
| Перемога  | 15.  | 11 листопада 2006 | ITF Каракас, Венесуела       | Ґрунт    | Маріна Хіраль Лорес  | 7–5, 7–6(4)      |

### Парний розряд: 61 (26–35)
| Результат | Ранг | Дата              | Турнір                                  | Покриття   | Партнерка                  | Суперниці                                        | Рахунок             |
| --------- | ---- | ----------------- | --------------------------------------- | ---------- | -------------------------- | ------------------------------------------------ | ------------------- |
| Поразка   | 1.   | 10 листопада 1996 | ITF Кампінас, Бразилія                  | Ґрунт      | Роберта Буржаглі           | Ларісса Шерер Сінтія Торторелла                  | 7–5, 3–6, 3–6       |
| Перемога  | 2.   | 20 жовтня 1997    | ITF Нову-Амбургу, Бразилія              | Ґрунт      | Ана-Паула Занноні          | Міріам Д'Агостіні Ванесса Менга                  | 6–3, 6–7(4), 6–1    |
| Поразка   | 3.   | 5 жовтня 1998     | ITF Монтевідео, Уругвай                 | Тверде     | Еуженія Мая                | Жофія Губачі Маріана Лопес Паласіос              | 6–3, 3–6, 4–6       |
| Поразка   | 4.   | 30 листопада 1998 | Ріо-де-Жанейро, Бразилія                | Ґрунт      | Сабріна Валенті            | Кільдін Шевальє Сілвія Урічкова                  | 2–6, 6–3, 3–6       |
| Поразка   | 5.   | 16 травня 1999    | Тампіко, Мексика                        | Тверде     | Карла Тіене                | Мелоді Фалько Джоелл Шад                         | 3–6, 6–4, 4–6       |
| Поразка   | 6.   | 30 серпня 1999    | Сантьяго-де-Керетаро, Мексика           | Ґрунт      | Карла Тіене                | Мілагрос Секера Габріела Волекова                | 6–4, 3–6, 4–6       |
| Перемога  | 7.   | 12 вересня 1999   | Мехіко, Мексика                         | Ґрунт      | Ванесса Менга              | Мелоді Фалько Джоелл Шад                         | 6–4, 6–2            |
| Перемога  | 8.   | 28 листопада 1999 | Ріо-де-Жанейро, Бразилія                | Ґрунт      | Селесте Контін             | Міріам Д'Агостіні Карла Тіене                    | 6–1, 3–6, 6–3       |
| Поразка   | 9.   | 28 лютого 2000    | Ченду, КНР                              | Тверде     | Каталін Мароші             | Лі На Лі Тін                                     | 1–6, 3–6            |
| Перемога  | 10.  | 16 квітня 2000    | Белу-Оризонті, Бразилія                 | Тверде     | Міріам Д'Агостіні          | Тасія Сону Карла Тіене                           | 6–4, 6–1            |
| Поразка   | 11.  | 1 травня 2000     | Коацакоалькос, Мексика                  | Тверде     | Міріам Д'Агостіні          | Мілагрос Секера Габріела Волекова                | 6–4, 3–6, 5–7       |
| Поразка   | 12.  | 14 травня 2000    | Мідлотіан, США                          | Ґрунт      | Міріам Д'Агостіні          | Дон Бут Джулі Ту                                 | 3–6, 2–6            |
| Перемога  | 13.  | 21 травня 2000    | Джексон (Міннесота), США                | Ґрунт      | Міріам Д'Агостіні          | Карін Міллер Джессіка Стек                       | 6–4, 5–7, 6–1       |
| Поразка   | 14.  | 11 червня 2000    | Галатіна, Італія                        | Ґрунт      | Міріам Д'Агостіні          | Аліче Канепа Маріана Діас-Оліва                  | 4–6, 6–4, 4–6       |
| Поразка   | 15.  | 2 липня 2000      | Орбетелло, Італія                       | Ґрунт      | Міріам Д'Агостіні          | Лі Тін Лі На                                     | 3–6, 6–7(3)         |
| Перемога  | 16.  | 9 жовтня 2000     | Мехіко, Мексика                         | Тверде     | Ванесса Менга              | Кірстін Фрає Келлі Лігган                        | 5–3, 5–4(6–4), 4–0  |
| Перемога  | 17.  | 10 грудня 2000    | Богота, Колумбія                        | Тверде     | Маріана Діас-Оліва         | Кларіса Фернандес Кончіта Мартінес Гранадос      | 3–6, 6–1, 6–2       |
| Перемога  | 18.  | 29 січня 2001     | Клірвотер, США                          | Тверде     | Кларіса Фернандес          | Євгенія Куликовська Джолен Ватанабе              | 6–1, 7–5            |
| Поразка   | 19.  | 15 квітня 2001    | Сан-Луїс-Потосі, Мексика                | Ґрунт      | Кларіса Фернандес          | Еухенія Чіальво Кончіта Мартінес Гранадос        | 7–6(3), 1–6, 1–6    |
| Перемога  | 20.  | 28 травня 2001    | Б'єлла, Італія                          | Ґрунт      | Ванесса Менга              | Даніела Клеменшиц Сандра Клеменшиц               | 7–6(4), 4–6, 6–3    |
| Перемога  | 21.  | 25 червня 2001    | Фонтанафредда, Італія                   | Ґрунт      | Ванесса Менга              | Меліса Аревало Наталія Гуссоні                   | 6–3, 6–3            |
| Поразка   | 22.  | 5 серпня 2001     | Альгеро, Італія                         | Тверде     | Марет Ані                  | Труді Мусгрейв Жулі Пуллен                       | 4–6, 5–7            |
| Поразка   | 23.  | 17 вересня 2001   | Сан-Жозе-дус-Кампус, Бразилія           | Ґрунт      | Кончіта Мартінес Гранадос  | Ванесса Менга Даніела Олівера                    | 6–4, 5–7, 3–6       |
| Поразка   | 24.  | 13 травня 2002    | Бромма (район), Швеція                  | Ґрунт      | Тіффані Дабек              | Катарина Мишич Драгана Зарич                     | 4–6, 4–6            |
| Перемога  | 25.  | 24 листопада 2002 | Майорка, Іспанія                        | Ґрунт      | Роса Марія Андрес Родрігес | Ема Янашкова Владіміра Угліржова                 | 6–3, 6–1            |
| Поразка   | 26.  | 1978              | Колумбус (Огайо), США                   | Тверде (i) | Бруна Колозіу              | Лі Тін Сунь Тяньтянь                             | 3–6, 1–6            |
| Поразка   | 27.  | 10 березня 2003   | Матаморос (Тамауліпас), Мексика         | Тверде     | Карла Тіене                | Меліса Аревало Марія Фернанда Алвеш              | 0–6, 5–7            |
| Поразка   | 28.  | 17 березня 2003   | Монтеррей, Мексика                      | Тверде     | Карла Тіене                | Кароліне Анн Базу Кільдін Шевальє                | 4–6, 6–3, 5–7       |
| Перемога  | 29.  | 1973              | Катанія, Італія                         | Ґрунт      | Бруна Колозіу              | Орелі Веді Хрістіна Захаріду                     | 6–1, 6–1            |
| Поразка   | 30.  | 31 серпня 2003    | Асунсьйон, Парагвай                     | Ґрунт      | Маріна Таваріс             | Хорхеліна Краверо Карла Тіене                    | 3–6, 4–6            |
| Перемога  | 31.  | 1988              | Грінвілл (Південна Кароліна), США       | Ґрунт      | Бруна Колозіу              | Келлі Маккейн Крістен Шлукебір                   | 6–2, 7–5            |
| Поразка   | 32.  | 1983              | Белу-Оризонті, Бразилія                 | Тверде     | Бруна Колозіу              | Марсела Еванжеліста Карла Тіене                  | 3–6, 6–7(4)         |
| Перемога  | 33.  | 1976              | Мехіко, Мексика                         | Тверде     | Бруна Колозіу              | Марія Фернанда Алвеш Карла Тіене                 | 1–6, 6–3, 6–3       |
| Поразка   | 34.  | 16 травня 2004    | Монсон, Іспанія                         | Тверде     | Маріна Таваріс             | Ларісса Карвальйо Неуза Сілва                    | 2–6, 4–6            |
| Поразка   | 35.  | 14 червня 2004    | Ленцергайде, Швейцарія                  | Ґрунт      | Маріна Таваріс             | Еріка Краут Орелі Веді                           | 2–6, 4–6            |
| Поразка   | 36.  | 18 жовтня 2004    | Гоянія, Бразилія                        | Ґрунт      | Марсела Еванжеліста        | Марія Хосе Архері Летісія Собрал                 | 3–6, 3–6            |
| Перемога  | 37.  | 28 листопада 2004 | Флоріанополіс, Бразилія                 | Ґрунт      | Марсела Еванжеліста        | Фернанда Ерменежилду Сара Тамі Масі              | 6–4, 6–4            |
| Поразка   | 38.  | 1 лютого 2005     | Рокфорд (Іллінойс), США                 | Тверде (i) | Светлана Кривенчева        | Джулія Дітті Владіміра Угліржова                 | 6–3, 5–7, 5–7       |
| Поразка   | 39.  | 27 березня 2005   | Сан-Луїс-Потосі, Мексика                | Ґрунт      | Йонемура Томоко            | Лурдес Домінгес Ліно Кларіса Фернандес           | 2–6, 2–6            |
| Перемога  | 40.  | 15 травня 2005    | Казале-Монферрато, Італія               | Ґрунт      | Роксане Вайзенберг         | Каталін Мароші Глорія Піццікіні                  | 6–2, 6–0            |
| Перемога  | 41.  | 6 червня 2005     | Назаре, Португалія                      | Тверде     | Сільвія Дісдері            | Нана Уротадзе Пемра Озген                        | 6–7(3), 6–1, 6–4    |
| Перемога  | 42.  | 26 червня 2005    | Алкобаса, Португалія                    | Тверде     | Лаура Цельдер              | Ребекка Фонґ Кірсті Вуллі                        | w/o                 |
| Перемога  | 43.  | 29 серпня 2005    | Амаранте, Португалія                    | Тверде     | Неуза Сілва                | Флавія Міґнола Габріела Веласко Андреу           | 6–2, 6–3            |
| Поразка   | 44.  | 18 вересня 2005   | Софія, Болгарія                         | Ґрунт      | Кароліна Косіньська        | Саня Анчич Таміра Пашек                          | 7–6(9), 2–6, 4–6    |
| Поразка   | 45.  | 26 лютого 2006    | Портіман, Португалія                    | Тверде     | Магалі де Латтре           | Санне ван ден Біґґелар Сюзанне ван Гартінґсвелдт | w/o                 |
| Поразка   | 46.  | 15 квітня 2006    | Сан-Луїс-Потосі, Мексика                | Ґрунт      | Марія Хосе Мартінес Санчес | Жофія Губачі Матея Межак                         | 6–4, 4–6, 4–6       |
| Перемога  | 47.  | 11 червня 2006    | Мостолес, Іспанія                       | Тверде     | Марія Хосе Мартінес Санчес | Карла Тіене Женіфер Віджажа                      | 6–3, 6–2            |
| Поразка   | 48.  | 10 липня 2006     | Брюссельський столичний регіон, Бельгія | Ґрунт      | Александра Срндович        | Івета Герлова Кармен Клашка                      | 3–6, 2–6            |
| Поразка   | 49.  | 6 серпня 2006     | Віго, Іспанія                           | Ґрунт      | Ларісса Карвальйо          | Марія Хосе Архері Летісія Собрал                 | 4–6, 3–6            |
| Поразка   | 50.  | 8 серпня 2006     | Коїмбра, Португалія                     | Тверде     | Неуза Сілва                | Марія Хосе Архері Летісія Собрал                 | 6–7(4), 6–7(5)      |
| Перемога  | 51.  | 13 жовтня 2006    | Сальтільйо, Мексика                     | Тверде     | Ларісса Карвальйо          | Монік Адамчак Марі-Ев Пеллетьє                   | 6–2, 7–5            |
| Перемога  | 52.  | 30 жовтня 2006    | Санта-Крус-де-ла-Сьєрра, Болівія        | Ґрунт      | Хорхеліна Краверо          | Соледад Есперон Карла Тіене                      | 6–2, 4–6, 6–4       |
| Поразка   | 53.  | 11 листопада 2006 | Каракас, Венесуела                      | Ґрунт      | Фабіана Мак                | Маріна Хіраль Лорес Маріана Мусі                 | 6–4, 5–7, 5–7       |
| Перемога  | 54.  | 18 листопада 2006 | Мехіко, Мексика                         | Ґрунт      | Ларісса Карвальйо          | Івана Абрамович Марія Абрамович                  | 7–5, 6–2            |
| Поразка   | 55.  | 8 липня 2007      | Мон-де-Марсан, Франція                  | Ґрунт      | Тельяна Перейра            | Ніна Братчикова Неуза Сілва                      | 6–3, 7–6(3)         |
| Перемога  | 56.  | 4 серпня 2007     | Кампус-ду-Жордау, Бразилія              | Тверде     | Роксане Вайзенберг         | Марія Хосе Архері Летісія Собрал                 | 7–5, 6–0            |
| Перемога  | 57.  | 18 серпня 2007    | Богота, Колумбія                        | Ґрунт      | Роксане Вайзенберг         | Ана Клара Дуарте Тельяна Перейра                 | 5–7, 6–4, 6–4       |
| Поразка   | 58.  | 13 вересня 2007   | Софія, Болгарія                         | Ґрунт      | Тельяна Перейра            | Міхаела Бузернеску Магдалена Кіщиньська          | 6–4, 6–7(2), [10–4] |
| Поразка   | 59.  | 25 листопада 2007 | ITF Сінтра, Португалія                  | Ґрунт      | Роксане Вайзенберг         | Ніколе Клеріко Тельяна Перейра                   | 4–6, 2–6            |
| Поразка   | 60.  | 28 квітня 2008    | ITF Бель-Вільє, Аргентина               | Ґрунт      | Наталія Гітлер             | Татьяна Буа Карен Кастібланко                    | 4–6, 6–1, [7–10]    |
| Перемога  | 61.  | 13 вересня 2008   | ITF Сантус, Бразилія                    | Ґрунт      | Наталія Гітлер             | Ана Клара Дуарте Фернанда Ерменежилду            | 6–1, 6–3            |